# Vasile Curileac
Vasile Marius Curileac (n. 18 februarie 1984, Satu Mare, România) este un fotbalist român, care evoluează pe postul de portar la clubul din , ACS Poli Timișoara.

## Palmares
- CFR Cluj
  - Liga I (campion): 2007-2008